# Juan Arvizu
Pour les articles homonymes, voir Arvizu.
Juan Arvizu, né le 22 mai 1900 à Santiago de Querétaro au Mexique et mort le 19 novembre 1985  à Mexico, est un ténor lyrique mexicain et un interprète de boléro et de tango latino-américains. Il a été largement remarqué pour ses interprétations des œuvres de Agustín Lara et María Grever et a été surnommé « le ténor à la voix de soie ».

## Biographie

### Les premières années
Juan Nepomuceno Arvizu Santelices est né à Querétaro, au Mexique, de Pedro Arvizu et Trinidad Santelices. Enfant, il a aidé son père en tant qu'opérateur radio-télégraphique. Sa mère l'a encouragé à étudier la vocalisation, le solfège et l'harmonie tout en chantant dans une chorale d'enfants. À l'âge de 22 ans, il a été accepté au Conservatorio Nacional de Música (Mexique) à Mexico, où il a poursuivi ses études. Ses capacités artistiques ont attiré l'attention de plusieurs professeurs de musique, y compris José Pierson, qui avait instruit des chanteurs célèbres tes que Jorge Negrete, José Mojica, Alfonso Ortiz Tirado, Pedro Vargas et Juan Pulido. Avrizu est apparu por la première fois avec la compagnie d'opéra de Pierson alors qu'il jouait sur scène avec la célèbre soprano Ángeles Ottein et Consuelo Escobar.
À l'âge de 24 ans, Arvizu fait ses débuts au Teatro Esperanza Iris avec un rôle dans La sonnambula de Vincenzo Bellini . En tant que membre de la Compagnie d'Opéra Consuelo Escobar de Castor, il a continué dans ce rôle et a voyagé à l'étranger. Il a visité New York pendant ce temps et a continué à augmenter son répertoire d'opéra pour inclure le tango argentin et les travaux de María Grever et Alfonson Esparaza Otel. En 1927, Arvizu revient au Mexique et apparaît dans une autre production d'opéra au Teatro Esperanza Iris de l'œuvre de Giacomo Meyerbeer, Dinorah.
Tandis que les qualités vocales naturelles d'Arvizu et la puissance de sa voix d'opéra attirent l'attention du public, il se heurte à des obstacles financiers dans ses activités professionnelles en ce moment. Dans cet esprit, il a augmenté son répertoire pour inclure le tango populaire et les apparitions initiées dans les cafés et les cinémas . Pepe Cantillo, qui a dirigé l'une des revues de musique les plus célèbres du Mexique, a rapidement engagé Arvizu ,. Ses représentations dans l'opéra ont également attiré l'attention des figures principales dans l'industrie phonographique. À cette époque, le domaine de la musique populaire a accueilli des artistes tels que Margarita Cueto, Pedro Vargas, Juan Pulido, Carlos Mejía, Carlos Almenar Otero, Alfredo Sadel et Tito Schipa parmi d'autres. Juan Arvizu n'a pas fait exception, confiant sa
voix à la maison de disques Brunswick en 1928. Son premier enregistrement de la chanson Varita de nardo de Joaquin Pardavé e été bien accueilli par le public. La maison de disques RCA Victor l'a bientôt intégré à son équipe, commençant ainsi l'une des carrières les plus prolifiques de la musique populaire. Le compositeur Jorge del Moral a confié se composition Por Unos Ojos à Arvizu, dont la polyvalence vocale et les qualités musicales lui ont valu le surnom de "Tenor With the Silken Voice" ,,.

### Reconnaissance internationale
Sur la base de ces réalisations, Radio XEW au Mexique a invité Arvizu en 1930 à inaugurer sa première émission en 1930 ,. Ce ne serait pas la seule fois que le  "Tenor With the Silken Voice" recevrait une telle reconnaissance. En fait, Arvizu a eu l'honneur d'initier des émissions sur plusieurs autres stations de radio internationales. Par exemple, en 1935, il a inauguré un spectacle sur LR1 - Radio El Mundo à Buenos Aires, en Argentine. Des années plus tard, en 1942, il crée avec la Cadena de Las América du Columbia Broadcasting System (CBS) et Voice of America à New York, en collaboration avec le chef d'orchestre Alfredo Antonini, la chanteuse portoricaine Elsa Miranda, le compositeur argentin Terig Tucci, la chanteuse américano-mexicaine Eva Garza et l'accordéoniste de concert John Serry Sr. ,,,,,. En 1941, il également collaboré avec l'Orchestre André Kostelanetz à la radio pour WABC a New York  . En 1945, ses performances sur le réseau CBS ont été entendues par des auditoires de vingt pays d'Amérique latine. Ses représentations ont également été diffusées sur le Réseau Radio des Forces Armées aux membres des forces armées américaines en Europe. Ses performances avec l'Orchestre Panaméricain CBS ont également été remarquables pour avoir contribué à faire connaître la musique latino-américaine et le boléro mexicain à un large public aux États-Unis au cours des années 1940 . Mais l'un de ses plus grands accomplissements était de "découvrir" un des compositeurs principaux du Mexique, Agustín Lara en 1929 ,.

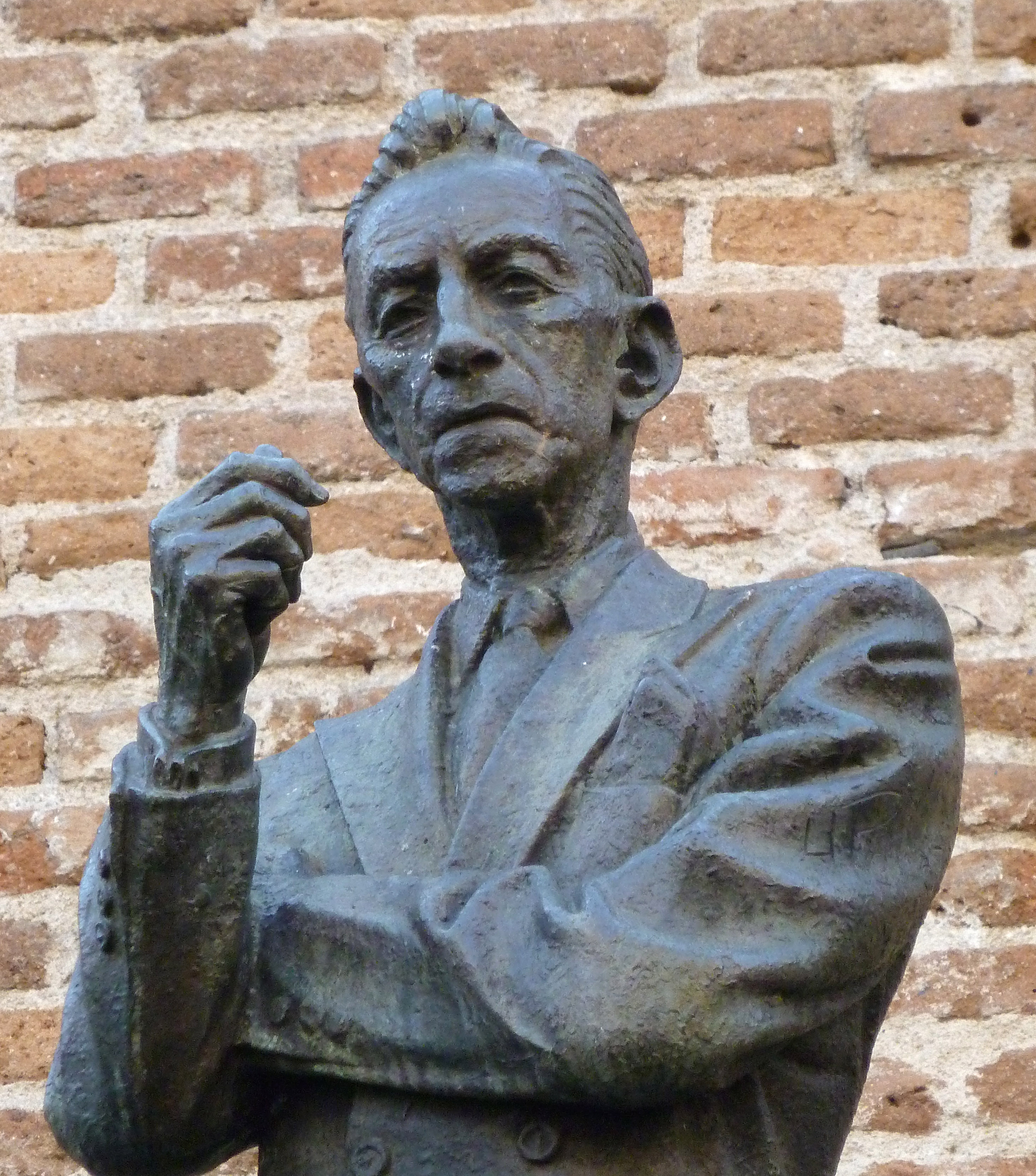
Agustín Lara (H. Peraza) Madrid 02

Pendant les années 1920 et 1930, le tango était très populaire au Mexique. Arvizu a créé plusieurs de ces chansons dans la revue musicale de Pepe Cantillo . En cherchant un accompagnateur, le ténor a accepté d'engager un pianiste bohème inconnu au Café Salambó. Ce pianiste était Agustín Lara , . Au début, Agustín Lara était un compositeur de tango, mais ses compositions manquaient l'accompagnement approprié de l'orchestre de tango. En conséquence, ses oeuvres ont été classées dans le genre "chanson créole". Arvizu a été le premier chanteur à défendre les compositions de Lara à travers ses performances dans les cinémas et à la radio ,. Les performances du duo Lara-Arvizu à la radio XEW ont été bien recues par le public . Avec d'autres grands chanteurs de l'èpoque tes que Pedro Vargas et Alfonso Ortiz Tirado, Arvizu a aidè a populariser plusieurs des plus grandes compositions de Lara ,. Ils ont inclus tesl travaux comme: Aventura, Concha Nacar, Cuando Vuelvas, Enanorada, Granada, Santa et Tus Pupilas ,,.
Juan Arvizua a obtenu une reconnaissance internationale dans les années 1930. En 1935, le chanteur effectue sa première tournée internationale et arrive à Buenos Aies pour le lancement de la radio LR1 El Mundo . Bien que son séjour à Buenos Aires n'ait été prévu que pour deux mois, il a duré plus d'un an et demi . Ce fut une saison triomphale pour Juan Arvizu. Cet exploit ser répété des années plus tard lorsqu'il terminera son contrat à New York avec RCA Victor. Il est resté en Argentine pendant 18 ans et a lancé de nombreuses tournées de concerts à l'éntranger depuis ce lieu .
Le zénith de la carrière de Juan Arvizu a émergé en 1944. Rien qu'en Argentine, le chanteur a gagné 60 000 dollars . Les auditoires ont afflué vers les scènes et les lieux de concert où Juan Arvizu est apparu. Il a vécu plusieurs années au Chili en interprétant des boléros ainsi qu'en Colombie .
À son retour dans son Mexique natal, cependant, Juan n'a pas reçu la reconnaissance à laquelle il s'attendait. Avec le passage du temps, une nouvelle génération avait émergé avec différentes préférences musicales. Juan avait été poussé à l'arrière-plan. Après une longue tournée dans sa ville natale de Queretáro, au Mexique, en 1967, il s'est embarqué dans une période de repos depuis que sa vie a été caractérisée par un mouvement continu .

### Enregistrements
Juan Arvizu état l'un des chanteurs les plus enregistrés dans l'historie de la musique latine . En tant qu'artiste prolifique, il a enregistré pour plusieurs labels de premier plan, notamment:RCA Victor, Columbia Records et Tico Records. Il a souvent créé des compositions de plusieurs compositeurs latins parmi lesquels: Mario Clavell d'Argentine, Rafael Henández Marín de Porto Rico, Donato Roman Heitman du Chili, Enrique Fábrega du Panama, Carlos Vieco, Augusto Duque de Colombie et Agustín Lara, Gonzalo Curiel et Gabriel Ruiz Galindo du Mexique .
Arvizu s'est également produit en duo avec d'autres musiciens connus. Ses enregistrements avec Margarita Cueto comprennent plusieurs chansons célèbres telles que: Taboga, Más Vale Tarde, Que Nunca, Bajo el Palmar, Desperacíon, parmi beaucoup d'autres. Avec Juan Pulido, il enreistre El Ùltimo Beso et avec Alfonso Ortiz Tirado, Negra Linda. Arvizu était également accompagné de plusieurs orchestres renommés de son temps, dont: Marimba Panamerica, l'Orchestre Chucho Zarzosa, l'Orchestre Vieri Fidanzani, l'Orchestre Francisco Lomuto, l'Orchestre E. Vigil et Robles, l'Orchestra de Juan S. Garrido, le CBS Pan American Orchestra ,, et bien d'autres .
Juan Arvizu est crédité de plusieurs enregistrements uniques de boléros, aires, tangos, valses et malongas. Il a été estimé qu'au cours de sa carrière il s enregistré plus de 2,000 disques. Parmi ses titres les pllus populaires figurent ses interprétations suivants: Arrepentimiento Cada Vez Que Me Recuerdes, Corrientes y Esmeralda, Qué Fácil Es Decir, La Cumparsita, Lágrimas de Sangre, Madreselva Caminito, Mi Buenos Aires Querido, Mi Ùnico Amor, Nido Gaucho, Aucun Tango, Cantes Ese, Nuestra Casita, Pecado, Plegaria, Prohibido, Salud Dinero y Amor, Monsieur Juez, Si Dejaras de Quererme, Sinceramente, Tengo Mil Novias, Verdemar, Una Cación .

#### Serpentina Doble
Parmi les nombreuses chansons présentées par Arvizu est la composition Serpentina Doble par Juan Rezzano. La chanson raconte l'histoire d'un garçon qui vendait des bandes de papier colorées et subit par la suite un accident mortel causé par un véhicule conduit par un pierrot lors d'un carnaval. Le garçon décède dans un hôspital juste au moment où le carnaval prend fin. On dit que le compositeur de la chanson a entendu son père chanter le belle mélodie à la maison quand il était très jeune ,.

### Cinéma
Le Septième art a également bénéficié de la présence de Juan Arvizu. Il a participé à plusieurs films dont Snata et  Reír llorando, qu'ont été produits au Mexique. À Cuba, Arvizu a joué dans le film le plus important de sa carrière, Ahora Selemos Felices avec le charismatique artiste portoricain Mapy Cortés . En 1939, Arvizu abait déjà atteint le zénith de sa renommée. Même so l'intrigue du film était simple, elle générait des revenus fabuleux. Arvizu a chanté plusieurs boléros du compositeur Rafael Hernández, notamment: Quiero Decirte, Las Palomitas, Purísima et Ahora Seremos Felices. En 1940, il a également chanté dans le film Infedelidad en collaboration avec l'acteur Jorge Vélez ,.Dans les années 1950, il a joué dans plusieurs films biographiques sur le compsoiteur María Grever, y compris: Cuando Me Vaya (1954) qui a remporté deux prix Ariel et O Grande Amor de María Grever Leg (1954),,,.

### Style de performance
Au cours de sa longue carrière d'enregistrement de musique pour le label Victor, les performances d'Arvizu ont été revues par des critiques dans des magazines tels que Billboard. Il a été constamment loué pour une livraison passionnée aussi bien qu'un style dramatique de chant ,. Il a également été applaudi pour son chant corsé et la qualité tonale de sa voix .

### Décès
Juan Arvizu est décédé à Mexico le 19 novembre 1985. Son héritage musical comprend un recueil d'enregistrements uniques pour RCA Victor, Columbia Records et Tico Records, dont certains ont été produits en Amérique du Nord et du Sud, Ils incarnent un vaste répertoire qui comprend la musique de ses collègues artistes mexicains Agustín Lara et María Grever , . Il est reconnu comme l'un des principaux ténors mexicains de son époque qui défendu les compositions d'Agustín Lara ,,,.

## Discographie
Également inclus dans les albums de Juan Arvizu sont:

### Singles
- A La Misma Hora (19??, Tico 10-055 B) - Juan Arvizu avec l'organiste Salvador Muñoz interpréter cette chanson par Ferradas Compos [66]
- Chamaca Mia (1929, Victor 46108-B) - Juan Arvizu avec orchestre interprète cette chanson de María Grever [67]
- Daño (19??,  RCA Victor 23-6818) - Juan Arvizu et l'Orquesta Chucho Zarzosa interprètent ce boléro de Carlos Arturo Briz [68]
- De Donde?(194?,  Columbia 36666) - Juan Arvizu et le CBS Tipica Orchestra dirigé par Alfredo Antonini et accordéoniste John Serry Sr. interprètent cette chanson de María Grever [69]
- El Ay, Ay, Ay (19??, RCA Victor 23-5260-b) - Juan Arvizu et Mario Clavell avec Orquesta Federico Ojeda interprètent un rabanal de Juan S. Garrido [70]
- El Bigote de Tomas (194?, Columbia 36666) - uan Arvizu et le CBS Tipica Orchestra dirigé par Alfredo Antonini et accordéoniste John Serry Sr.interprètent cette chanson de Valie [71]
- El Tulipan (19??, RCA Victor 23-6318) - Juan Arvizu et La Orquestra Chucho Zarzosa interprètent cette polka par Clara Solovera [72]
- Ella (19??, Tico 10-056-B) - Juan Arvizu et l'Orquesta Simon Alvarez interprètent ce boléro de J. A. Jimenaz [73]
- Enamorada (1946, Barcelona Compaňia del Gramófono Odeón AQ 73065) - Juan Arvizu avec Orchestra interprète ce bolero d'Agustín Lara [74]
- Granada (1932, Victor 30705) - Juan Arvizu avec Orchestra interprète ce bolero d'Agustín Lara [33],[75]
- Juan Arvizu - Trubador of the Americas (1941, Columbia 36663) - Juan Arvizu avec le CBS Tipica Orchestra dirigé par Alfredo Antonini [76] Liste des sélections musicales: Rancho Alegre, Duerme
- La Bamba (19??, RCA Victor 68-0612-A) - Juan Arvizu avec orchestre interprète cette chanson de Luis Martinez Serrano [77]
- Lejos (1934, Victor 32550-B) -Juan Arvizu et l'Orchestre Alfredo Cibelli interprètent cette canción creolla de M. Theresa Lara [78]
- Llevame (19??, Tico 10-056-A) - Juan Arvizu et l'Orquesta Simon Alvarez interprètent ce boléro de Juan Clauso [79]
- Me lo Cantaron Ayer (19??,  RCA Victor 23-5260-A) - Juan Arvizu et La Orquesta de Federico Ojeda interprètent ce boléro mambo d'Alcas / Daglio [80]
- Mi Carta (19??,  RCA Victor (#68-0612-B)  - Juan Arvizu et l'orchestre interprètent cette chanson de Mario Clavelli ([81]
- Mi Sarape (194?,  Colombia 36665) - Juan Arvizu et le chef d'orchestre CBS Tipica Orchesta Alfredo Antonini accordéoniste John Serry Sr. interprètent cette chanson de María Grever [82]
- Nada, Nada (19??, RCA Victor 23-1233-A)- Juan Arvizu et l'Orquesta de la Radio Caracas interprètent cette guaracha de José Reyna [83]
- No Hagas Llorar A Esa Mujer - (19??, RCA Victor 23-6818) - Juan Arvizu et l'Orquesta Chucho Zarzosa interprètent ce boléro de Joaquin Pardarve [84]
- No Mereces Nada (19??, RCA Victor 23-7149) - Juan Arvizu et La Orquesta Rafael de Paz interprètent cette chanson de Manuel Alvarez Maciste [85]
- Noche de Amor (194?, Columbia 36664) - Juan Arvizu et l'Orchestre CBS Tipica dirigé par Alfredo Antonini accordéoniste John Serry Sr. musique de Tchaïkovski [86]
- Perfidia (19??,  Victor 82690-A) - Juan Arvizu avec Marimba Pan-Americana et accordéon interprètent ce trot Fox par Alberto Dominguez [87]
- Pobre Corazon -(19??, RCA Victor 23-6936) - Juan Arvizu avec piano, guitare et accordéon interprètent ce Valse Pasillo de Manilo/Oliviero [88]
- Poquito a Poco -(19??, Tico 10-055A) - Juan Arvizu et l'Orchestre Simon Alvarez interprètent cette chanson de Don Fabian [89]
- Que Paso? -(194?, Columbia 36665) - Juan Arvizu et le CBS Tipica Orchestra dirigé par Alfredo Anonini et accordéoniste John Serry Sr. interprètent cette chanson de Cortazar [90]
- Senior del Milagro (19??, RCA Victor 23-6936) - Juan Arvizu interprète ce bolero de Cancho Manisella Casto avec piano, guitare et accordéon [91]
- Señora Tentación (19??, Barcelona Compaňia del Gramófono Odeón AQ 73067) - Juan Arvizu avec orchestre interprète ce bolero d'Agustín Lara [92]
- Tu, Tu, y Tu (1929, Victor (#46108-A) - Juan Arvizu interprète cette chanson de María Grever [93]
- Ven  (1934, Victor 32250-A) - Juan Arvizu interprète ce boléro fox trot de Gonzolo Curiel avec l'Alfredo Cibelli Orchestra [94]
- Viva Sevilla! (194?, Columbia 36664) - Juan Arvizu et le CBS Tipica Orchestra dirigé par Alfredo Antonini interprètent cette chanson de Lavidada/Delmoral accordéoniste John Serry Sr[95].
- Volvi (19??, Tico 10-059 B) - Juan Arvizu avec piano et orchesta interprètent cette chanson de E. Grenet [96]
- Voy Gritando por la Calle (19??, RCA Victor 23-7149) Juan Arvizu et La Orqesta Rafael de Paz interprètent ce bolero de Fernando Z. Maldanado [97]
- Ya lo Ves (19??, RCA Victor 23-1233-B) - Juan Arvizu et l'Orquesta de la Radio Caracas interprètent ce bollero avec Trio Mastra [98]
- Yo (19??, Tico 10-059 A) - Juan Arvizu et l'organiste Salvador Muñoz interprètent cette chanson de J. A. Jimenez [99]

## Filmographie
- O Grande Amor De María Grever 1954 Leg (1954) - Juan Arvizu chantant [100]
- Cuando Me Vaya (1954) - Juan Arvizu chantant [101],[102]
- Infidelidad (1940) - Juan Arvizu chantant [103],[102]
- Ahora Seremos Felices (1938) - Juan Arvizu  chantant[104],[105]